# Середньовічна єврейська астрономія
Середньовічна єврейська астрономія створювалась євреями, що жили в діаспорі, переважно в Західній Європі. Вона тісно перепліталась з астрономією арабських країн, а потім з астрономією християнської Європи, однак була частково відділена від них релігійним і, в меншій мірі, мовним барʼєром. Середньовічні єврейські астрономи досягли особливих успіхів як укладачі астрономічних таблиць і перекладачі астрономічних книг, але відзначились також оригінальними астрономічними роботами і винаходами. Вони зіграли значну роль в ознайомленні європейських науковців з роботами античних авторів.

## Укладання астрономічних таблиць
Євреї були тісно пов’язані з відродженням елліністичної астрономії, яке відбулося під час Золотої доби ісламу. Як кажуть, Альмагест був перекладений Сахлом ібн Табарі ще в 800 році нашої ери, а одним з перших незалежних дослідників астрономії серед арабів був Машаллах ібн Атарі (754-873?). 
Євреї особливо цікавились укладанням астрономічних таблиць. Сінд бен Алі (близько 830) був одним із головних авторів таблиць, укладених під патронатом халіфа аль-Мамуна. Не менше дванадцяти євреїв брали участь у створенні Толедських таблиць, укладених приблизно в 1080 році нашої ери під впливом Ахмада ібн Заїда. Знамениті таблиці Альфонсіна були створені під керівництвом Ісаака ібн Сіда. Євреї також долучились до роботи над менш відомими таблицями Петра IV Арагонського.
Ісаак аль-Хадіб склав астрономічні таблиці з таблиць Аль-Раккама, Аль-Баттама та Ібн аль-Каммада. Мордекай Комтіно та Маттатія Делакрут коментували перську та паризьку таблиці відповідно. Останні також прокоментував Фаріссоль Ботарел. Авраам ібн Езра переклав «Канони таблиць Хорезмі» Аль-Маттані і у своєму вступі розповів історію про єврея в Індії, який допоміг Якову бен Таріку перекласти індійські астрономічні таблиці відповідно до індійського циклу в 432 000 років. Інші таблиці були складені Якобом бен Макіром, Емануїлом бен Якобом, Якобом бен Давидом бен Йом-Тобом Поелем (1361), Соломоном бен Еліа (з перських таблиць) і Авраамом Закуто з Саламанки (приблизно 1515).
Авраам Закуто бен Самуїл був професором астрономії в Саламанці, а потім королівським астрономом Мануела Португальського, якому раніше єврейський астроном, рабин Джозеф Весіньо, учень Авраама Закуто, давав поради щодо проєкту, запропонованого Христофором Колумбом. Під час подорожі Колумб використав «Альманах» і «Таблиці» Закуто.

## Астрономічні трактати
Перший систематичний трактат з астрономії на івриті написав Авраам бар Хійя у Марселі близько 1134 року нашої ери. Обговорення складних астрономічних питань, зокрема дискусії стосовно небесних сфер і спірні моменти в обчисленні календаря, часто зустрічаються в роботах Юди га-Леві, Авраама ібн Езри та Маймоніда. Нова система астрономії міститься в «Війнах Господа» («Milḥamot Adonai») Левія бен Гершона.

## Практична астрономія
Євреям належать кілька винаходів в практичній астрономії. Якоб бен Макір, ймовірно, був професором астрономії в Монпельє близько 1300 року і винайшов квадрант, який замінив астролябію. Леві бен Гершону приписується винахід посоха Якова. Боне де Латт також винайшов астрономічне кільце. 

## Переклад астрономічних праць
Євреїв особливо часто залучали як перекладачів. Мойсей ібн Тіббон переклав з арабської гостру критику системи Птолемея авторства Джабіра бен Афлаха, передвісника Коперника, і таким чином довів їх до відома Маймоніда. Арабський збірник астрономії Ібн аль-Хайсама був особливо улюбленим єврейськими астрономами: окрім перекладу на іспанську мову доном Авраамом Факвіном, він був перекладений на іврит Якобом бен Макіром і Соломоном ібн Патером Коеном і на латинську мову Авраамом де Бальмесом. Інші переклади з арабської були зроблені Якобом Анатолі, Мойсеєм Галено та Калонімом бен Калонімом, що допомогло Західній Європі звернути увагу на доробок грецбких і арабських астрономів. Якоб Анатолі, наприклад, переклав на іврит як Альмагест, так і його коментари Аверроеса до нього, а цю єврейську версію переклав на латину Якоб Крістманн. Іншими перекладачами з івриту на латину були Авраам де Бальмес і Калонімус бен Давид Неаполітанський, а Давид Калонімус бен Якоб, Ефраїм Мізрахі та Соломон Абігдор перекладали з латинської на іврит. Особливо можна відзначити відомий рід перекладачів Ібн Тіббонів. 
В епоху Відродження вплив єврейської астрономії впав, оскільки європейські науковці вже познайомились з оригінальними роботами грецьких астрономів без посередництва євреїв.